# Taylortown
Taylortown és una població dels Estats Units a l'estat de Carolina del Nord. Segons el cens del 2000 tenia 845 habitants.

## Demografia
Segons el cens del 2000, Taylortown tenia 845 habitants, 308 habitatges i 226 famílies. La densitat de població era de 271,9 habitants per km².
Dels 308 habitatges en un 36% hi vivien nens de menys de 18 anys, en un 46,1% hi vivien parelles casades, en un 21,1% dones solteres, i en un 26,3% no eren unitats familiars. En el 21,4% dels habitatges hi vivien persones soles el 10,1% de les quals corresponia a persones de 65 anys o més que vivien soles. El nombre mitjà de persones vivint en cada habitatge era de 2,74 i el nombre mitjà de persones que vivien en cada família era de 3,19.
Per edats la població es repartia de la següent manera: un 28,3% tenia menys de 18 anys, un 6,7% entre 18 i 24, un 32% entre 25 i 44, un 20,6% de 45 a 60 i un 12,4% 65 anys o més.
L'edat mediana era de 35 anys. Per cada 100 dones de 18 o més anys hi havia 87,6 homes.
La renda mediana per habitatge era de 30.781 $ i la renda mediana per família de 35.739 $. Els homes tenien una renda mediana de 32.625 $ mentre que les dones 20.125 $. La renda per capita de la població era de 16.889 $. Entorn del 12% de les famílies i el 14,8% de la població estaven per davall del llindar de pobresa.

## Poblacions més properes
El següent diagrama mostra les poblacions més properes.